# ActiveX
ActiveX é um framework já em processo de obsolescência, criado pela Microsoft que adapta as antigas versões das plataformas COM - Component Object Model e OLE - Object Linking and Embedding para conteúdo disponível online, especialmente aplicações web e cliente/servidor. Foi lançado em 1996 para a plataforma Windows, suportando nativamente somente a mesma. A ideia é servir para criação de componentes de software reutilizáveis, conhecidos como controles, que realizam uma função particular ou um conjunto delas de um modo que sua utilização pode ser aplicada em qualquer outro aplicativo Microsoft Windows, como o Microsoft Office e Microsoft Visual Studio, entre outros. Uma aplicação pode ser composta de um ou mais destes componentes a fim fornecer suas funcionalidades.
O ActiveX é uma tecnologia ainda comumente utilizada para o desenvolvimento de páginas dinâmicas. Tem presença na programação do lado do servidor e do lado do cliente, embora existam diferenças no uso em cada um desses casos. O ActiveX tinha por objetivo facilitar a integração entre diversas aplicações, mas atualmente esta tecnologia foi substituída pelo .NET, também da Microsoft, ou melhor ainda pela utilização de padrões W3C - HTML5, Javascript, e HTTP/REST.
Em 2015, o Microsoft Edge, substituto do Internet Explorer, já não oferecerá mais suporte ao ActiveX, marcando assim o fim da tecnologia.

## No cliente
São pequenos programas que podem ser incluídos dentro de páginas web e servem para realizar ações de diversas índoles. Por exemplo, existem controles ActiveX para mostrar um calendário, para implementar um sistema de FTP, etc.
São um pouco parecidos aos Applets de Plataforma_Java em seu funcionamento, embora uma diferença fundamental é a segurança, pois um Applet de Plataforma_Java não poderá tomar privilégios para realizar ações malignas (como apagar o disco rígido) e os controles ActiveX sim, que podem outorgar-se permissões para fazer qualquer coisa.
Os controles ActiveX são particulares de Internet Explorer.

## No servidor
Também existem controles ActiveX do servidor e as pessoas que conhecem ASP certamente já os utilizam, embora seja sem se dar conta. Por exemplo, quando realizamos uma conexão com uma base de dados, estamos utilizando um controle ActiveX do servidor.

## Desenvolvimento do ActiveX
Os controles ActiveX são utilizados em aplicações Windows, e podem ser criados em Visual Basic Script ou Visual C. Porém sua utilização é desencorajada, por ser um framework com muitas falhas de segurança conhecidas, por dar suporte apenas para sistemas Windows, e atualmente já considerado "aplicação legada" pelo seu próprio desenvolvedor, a Microsoft.